# Alina l'Ami
Alina l'Ami, nata Moţoc (Iași, 1º giugno 1985), è una scacchista rumena, Maestro Internazionale e Grande Maestro Femminile.

## Carriera
Nella lista Elo della FIDE di gennaio 2018 ha un punteggio di 2310, che la rende la 4ª giocatrice rumena e la numero 181 al mondo. Ha raggiunto il suo record personale nella lista di luglio 2014 con 2446 punti.

### Giovanili
Ha vinto il Campionato femminile del mondo giovanile U10 nel 1995 e il Campionato femminile europeo giovanile U18 nel 2002. Sempre nel 2002 ha vinto il Women's Balkan Individual Championship a Istanbul.

### Eventi individuali
Nel 2013 ha vinto a pari merito con Sophie Milliet il Women's Grandmaster Tournament dell'ottavo Japfa Chess Festival a Giacarta, in Indonesia. L'anno successivo ha partecipato alla tappa di Sharjah del FIDE Grand Prix femminile 2013–14.

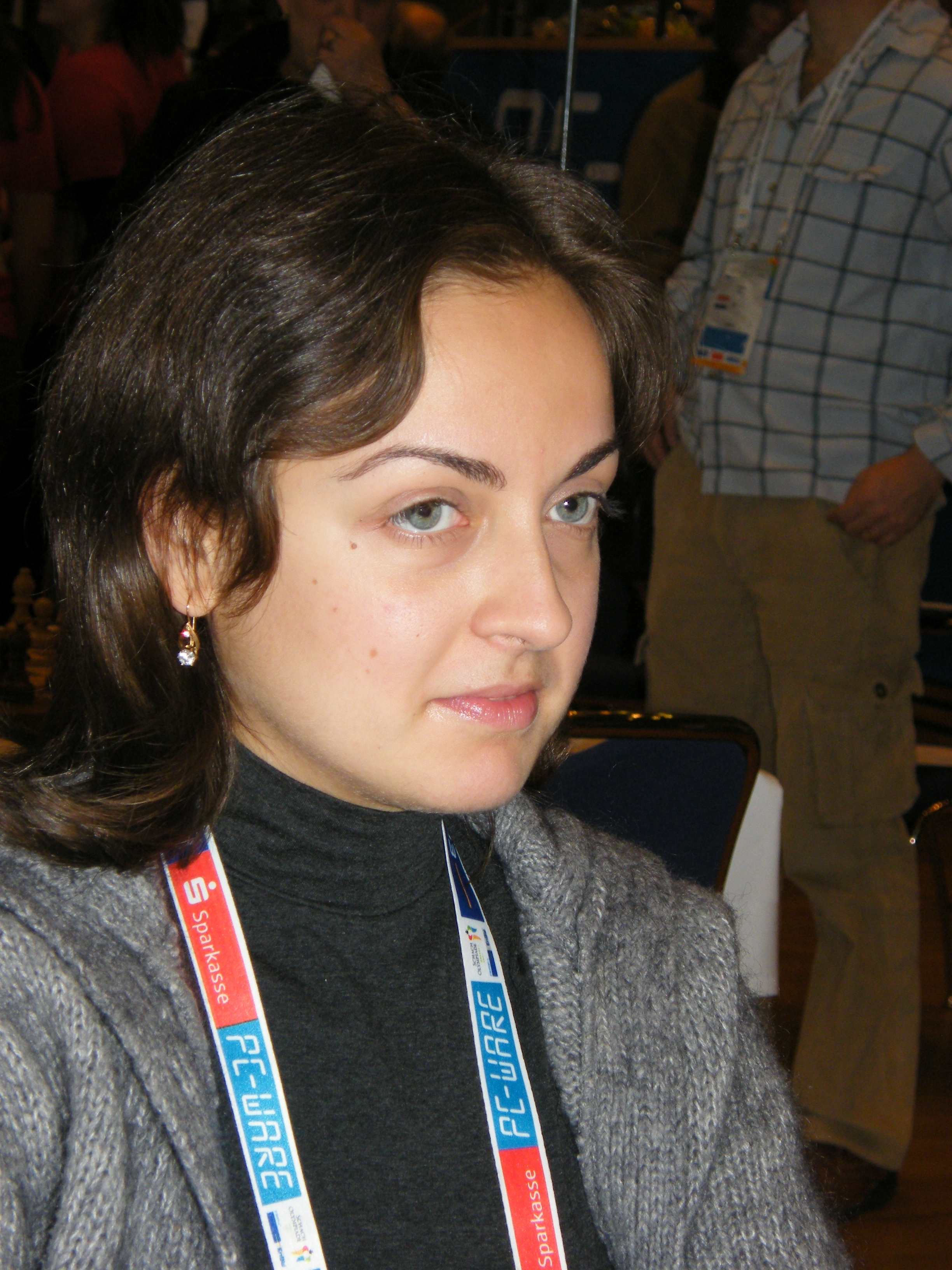
In un momento delle Olimpiadi 2008 di Dresda

### Eventi a squadre

#### Nazionale
Ha rappresentato la Romania in cinque Olimpiadi degli scacchi, tra il 2004 e il 2014 (saltando l'edizione del 2006) con un risultato complessivo di +23 =9 –14 (59,8% dei punti). Il suo miglior risultato olimpico lo ha ottenuto nell'edizione di Dresda 2008, nella quale ha ottenuto 8 punti su 11 (7 =2 -2, 72,7%) e la medaglia di bronzo personale come riserva.

#### Club
Nei Paesi Bassi ha giocato per la Hilversum Chess Society e dal 2011 per la En Passant di Bunschoten-Spakenburg.

## Giornalista
Lavora come reporter e fotografa presso la Chessbase.

## Vita privata
È laureata con lode in psicologia presso l'Università Alexandru Ioan Cuza. Dal 2010 è sposata con il Grande Maestro olandese Erwin l'Ami.